# Commission royale d'enquête sur l'avancement des arts, des lettres et des sciences au Canada
La Commission royale d'enquête sur l'avancement des arts, des lettres et des sciences au Canada (aussi appelée commission Massey) est une commission royale d'enquête instituée par le gouvernement canadien de Louis St-Laurent le 8 avril 1949 avec le mandat de poser les nouvelles assises d'une politique culturelle canadienne. Le champ de la commission comprend notamment la radio et la télévision, les organismes culturels tels que l'Office national du film, le Musée des beaux-arts et les Archives publiques, et les relations du gouvernement canadien avec les organismes nationaux et internationaux dans le domaine de la culture. 
La commission, présidée par Vincent Massey, est composée en outre de :
- Georges-Henri Lévesque, doyen de la Faculté des sciences sociales de l'Université Laval,
- Norman MacKenzie,
- Arthur Surveyer, ingénieur,
- Hilda Neatby, historienne et éducatrice.

## Travaux et suites
La commission a parcouru le pays entier, « s'arrêtant dans seize ville des dix provinces pour y tenir un total de 114 séances publiques et 110 réunions privées [...]. [Elle a reçu] 462 mémoires et entendu plus de 1 200 témoins individuels ». Son rapport est déposé le 1er juin 1951. On peut attribuer directement ou indirectement à ses travaux la fondation de la Bibliothèque nationale du Canada (1952), le nouveau Musée national des beaux-arts, le déménagement à Montréal et l'agrandissement de l'Office national du film (1956), la création du Conseil des arts du Canada (1957) et le début du financement fédéral des universités. 

### Controverse au Québec
Si les travaux et les suites du rapport sont accueillis sans grande difficulté au Canada anglais, il n'en va pas de même au Québec, où le gouvernement autonomiste de Maurice Duplessis et de nombreux représentants de la mouvance nationaliste voient avec scandale la Commission, y compris son commissaire québécois Georges-Henri Lévesque, préconiser la participation du gouvernement fédéral au financement des universités alors que l'éducation est une compétence provinciale. Duplessis, d'ailleurs, a refusé d'emblée de participer aux travaux de la Commission pour des motifs constitutionnels. Le 30 août 1949, dans Le Devoir, André Laurendeau publie un éditorial virulent qui s'oppose aussi à cette idée. « L'éducation transmet la culture d'un peuple d'une génération à l'autre. Elle touche au plus profond de son être collectif. Accepter que le fédéral en finance ne serait-ce qu'une partie, ce serait, pour Laurendeau, remettre le principal vecteur des référents identitaires canadiens-français au Canada anglais. » 
Dans une entrevue accordée en 1981, Georges-Henri Lévesque affirme qu'il avait accepté de recommander le financement fédéral des universités à condition que celui-ci passe par les provinces pour respecter l'autonomie de celles-ci, et que pour cette raison, Duplessis avait accepté le principe au départ, mais que devant la « réaction épouvantable » des nationalistes québécois (Gérard Filion, André Laurendeau), le premier ministre « a changé son fusil d'épaule ». Après le dépôt du rapport de la Commission, le financement fédéral des universités deviendra une réalité. 
C'est notamment pour répondre à la commission Massey que le gouvernement au Québec a mis sur pied la Commission royale d'enquête sur les problèmes constitutionnels (commission Tremblay) en 1953.